# 韋恩縣 (印第安納州)
韋恩縣（英語：Wayne County）是美國印第安納州東部的一個縣，成立於1811年，名字是紀念美國獨立戰爭英雄安東尼·韋恩。面積1,047平方公里，人口71,097（美國2000年人口普查）。首府里奇蒙。
Template:韋恩縣 (印第安納州)